# 舟橋洞
舟橋洞（：／ Jugyo dong */?），是韩国首尔中区的一个法定洞，由该区下辖的行政洞乙支路管辖。